# Ostroil
Ostroil – legendarny władca Gotów. Według Duklanina (c. 1-2) jeden z trzech synów Swewlada I. Za radą najstarszego brata Brusa, wraz z Totilem podbił Panonię i "Teutonię". Po zwycięstwie nad chrześcijańskimi królami Dalmatyńczyków i Istrii, wojska obu braci rozdzieliły się. Totila udał się do Italii, zaś Ostroil do Ilirii, gdzie stoczył krwawe bitwy zajmując Dalmację i rejony nadmorskie, "aż doszedł i osiadł w kraju Prewalitana". Po jego śmierci, kiedy to Ostroil poległ w bitwie z wojskami cesarza Konstantynopola, władzę przejął jego syn – Swewlad II.